# Gates McFadden

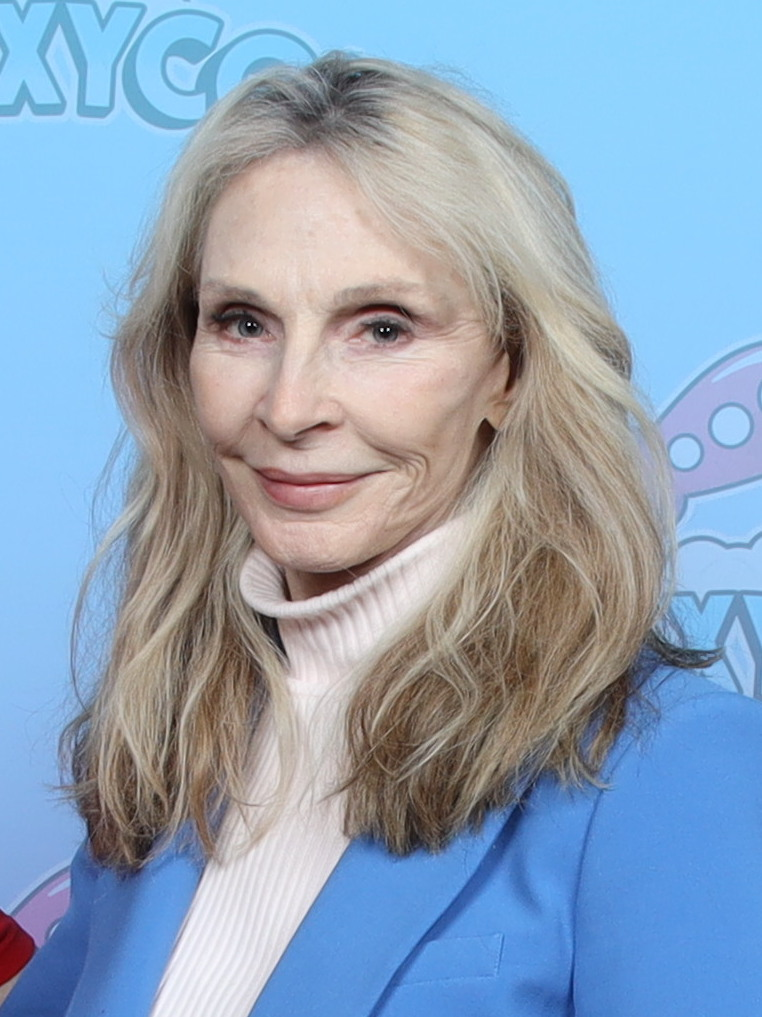
Gates McFadden (2024)

Cheryl Gates McFadden (* 2. März 1949 in Akron, einem Stadtteil von Cuyahoga Falls, Ohio) ist eine US-amerikanische Schauspielerin und Choreografin.

## Leben
McFadden wurde 1949 im Akron General Hospital von Cuyahoga Falls im Bundesstaat Ohio geboren. Als Kind erhielt sie eine Ballettausbildung. Sie besuchte die Brandeis Universität und schloss ihr Studium 1970 mit einem Bachelor in Theaterwissenschaft ab. Später zog sie nach Paris, wo sie bei dem Theaterpädagogen Jacques Lecoq Theater und Schauspiel studierte. Anfang der 1980er Jahre lebte McFadden in New York City und hatte dort Theaterengagements als Choreografin, Regisseurin und Schauspielerin.
Als Choreographin wirkte sie an den Filmen Der dunkle Kristall (1982) und Dreamchild (1985) mit. Noch unter ihrem Namen Cheryl McFadden hatte sie 1984 eine kleine Nebenrolle als Sekretärin in dem Film Die Muppets erobern Manhattan. Für den Fantasy-Film Die Reise ins Labyrinth war sie 1985 als Choreographin für die Tanzszenen und Puppenbewegungen tätig, so dass sie zum Beispiel die Ballsequenz und die Schlacht in der Koboldstadt erarbeitete.
Berühmt wurde Gates McFadden durch ihre Rolle als Ärztin Dr. Beverly Crusher in der Serie Raumschiff Enterprise: Das nächste Jahrhundert, die sie zunächst beinahe wegen eines Theaterengagements abgelehnt hätte. Da ihre Rolle sich nicht so entwickelt hatte, wie die Produzenten Gene Roddenberry und Maurice Hurley es sich vorgestellt hatten, wurde McFadden nach der ersten Staffel der Serie entlassen und durch Diana Muldaur ersetzt. Nachdem deren Rolle der neuen Schiffsärztin Dr. Katherine Pulaski sich beim Fernsehpublikum als unpopulär erwiesen hatte und Muldaur ihren Vertrag nicht für die folgenden Staffeln verlängerte, wurde McFadden von Roddenberrys Nachfolger Rick Berman gebeten, mit Beginn der dritten Staffel zur Serie zurückzukehren, was sie nach anfänglichem Zögern auch tat. Als erster weiblicher Hauptdarsteller einer Star-Trek-Serie führte sie bei einer Folge auch Regie (7. Staffel, Episode Genesis). Auf der FedCon 2006 sagte sie über ihre Rolle als Beverly Crusher, dass sie sich diese etwas humorvoller gewünscht hatte.
1990 spielte sie in einer Nebenrolle die Caroline Ryan im Film Jagd auf Roter Oktober. Fast alle Szenen mit ihr wurden aber aus der Kinofassung des Films herausgeschnitten, so dass nur ein kurzer Auftritt übrig blieb. Nach dem Ende von Raumschiff Enterprise: Das nächste Jahrhundert war sie 1995 in einer Nebenrolle in der kurzlebigen Fernsehserie Heißes Pflaster Hawaii zu sehen.
Seit den späten 1990er Jahren arbeitete McFadden, neben vereinzelten Auftritten in Filmen und Fernsehserien, hauptsächlich als Tanz- und Schauspiellehrerin, unter anderem an der Stage School Hamburg. Im April 2022 wurde bekannt, dass McFadden in der dritten und letzten Staffel von Star Trek: Picard ihre Rolle als Dr. Crusher wieder aufnehmen wird.
Gates McFadden ist mit John Cleveland Talbot verheiratet; gemeinsam haben sie einen Sohn (* 10. Juni 1991).

## Filmografie (Auswahl)

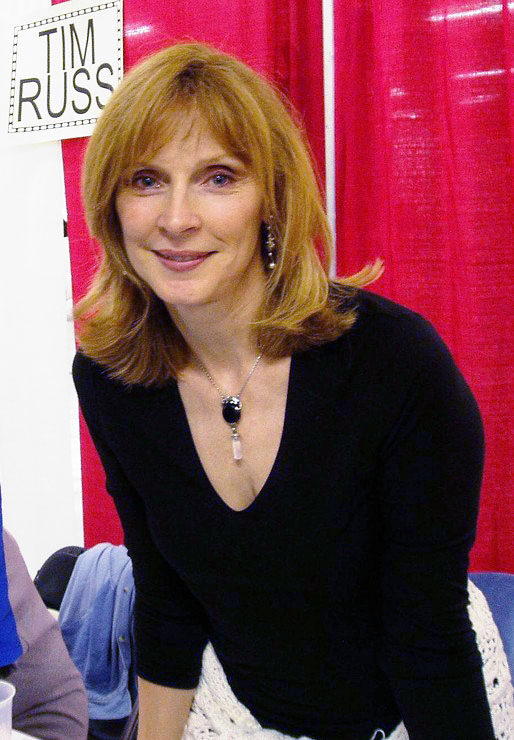
Gates McFadden 2004

- 1981: Saturday Night Live (Fernsehserie, 1 Folge)
- 1982: The Edge of Night (Fernsehserie, 5 Folgen)
- 1984: Die Muppets erobern Manhattan (The Muppets Take Manhattan)
- 1985: Rhapsodie in Blei (Rustlers’ Rhapsody)
- 1985: Das wahre Leben der Alice im Wunderland (Dreamchild)
- 1985: Zurück zur Natur (When Nature Calls)
- 1986: The Wizard (Fernsehserie, 1 Folge)
- 1986: Die Reise ins Labyrinth (Labyrinth)
- 1987: Die Bill Cosby Show (The Cosby Show, Fernsehserie, Episode 3x20)
- 1987–1994: Raumschiff Enterprise: Das nächste Jahrhundert (Star Trek: The Next Generation, Fernsehserie, 154 Folgen)
- 1990: Jagd auf Roter Oktober (The Hunt for Red October)
- 1990: Filofax – Ich bin du und du bist nichts (Taking Care of Business)
- 1990: Beyond the Grave (Fernsehserie)
- 1992: Verrückt nach dir (Mad About You, Fernsehserie, 2 Folgen)
- 1992: L.A. Law – Staranwälte, Tricks, Prozesse (L.A. Law, Fernsehserie, 1 Folge)
- 1993: Dream On (Fernsehserie, 1 Folge)
- 1994: Party of Five (Fernsehserie, 1 Folge)
- 1994: Star Trek: Treffen der Generationen (Star Trek Generations)
- 1995: Heißes Pflaster Hawaii (Marker, Fernsehserie, 13 Folgen)
- 1995: Mystery Dance (Fernsehserie, 1 Folge)
- 1995–1996: Verrückt nach dir (Mad About You, Fernsehserie, vier Folge)
- 1996: Star Trek: Der erste Kontakt (Star Trek: First Contact)
- 1997: Deine Schönheit ist dein Verderben (Crowned and Dangerous, Fernsehfilm)
- 1998: Star Trek: Der Aufstand (Star Trek: Insurrection)
- 2000: Practice – Die Anwälte (The Practice, Fernsehserie, Episode 4x14)
- 2001: Lady Cops – Knallhart weiblich (The Division, Fernsehserie, 1 Folge)
- 2002: Star Trek: Nemesis (Star Trek Nemesis)
- 2004: The Handler (Fernsehserie, 1 Folge)
- 2005: Dirty
- 2006: Expedition Weltall (Dokumentation, 2 Teile)
- 2009: Eine Überraschung zum Fest (Make The Yuletide Gay)
- 2011–2013: Franklin & Bash (Fernsehserie, 4 Folgen)
- 2014: Family Guy: The Quest for Stuff (Stimme)
- 2015: Mattreside (Kurzfilm)
- 2016: Scary Endings (Fernsehserie, 1 Folge)
- 2017: Navy CIS (NCIS, Fernsehserie, 1 Folge)
- 2017: A Neighbor’s Deception (Fernsehfilm)
- 2022: Star Trek: Prodigy (Fernsehserie, Episode 1x06, Stimme)
- 2023: Star Trek: Picard (Fernsehserie, 10 Folgen)